# Eilun Feer Skuul
Die Eilun Feer Skuul (EFS) (deutsch Insel-Föhr-Schule) in Wyk auf Föhr ist ein staatliches Gymnasium mit Regionalschulteil. Schulträger ist das Amt Föhr-Amrum. Der Gymnasialteil ist nach Schulangaben mit 390 Schülern das kleinste Gymnasium Schleswig-Holsteins.

## Geschichte
Das Gymnasium Föhr entstand 1949 durch Abtrennung und Verstaatlichung der Schule aus dem Carl-Hunnius-Internat. Nachdem das Gymnasium zunächst in einem Gebäude in der Gmelinstraße und ab 1953 in einem vom Land gekauften ehemaligen Gebäude der Deutschen Postgewerkschaft in der Straße Am Golfplatz untergebracht war, erfolgte 1981 der Umzug in das Schulzentrum am Rebbelstieg. 2010 wurde das Gymnasium organisatorisch mit der ebenfalls im Schulzentrum beheimateten Realschule mit Hauptschulteil zu einem Gymnasium mit Regionalschulteil verbunden. Dabei wurde zunächst der Name Gymnasium und Regionalschule des Amtes Föhr-Amrum in Wyk auf Föhr gewählt, der später auf Vorschlag der Schulkonferenz in den nordfriesischen Namen Eilun Feer Skuul geändert wurde.

## Gebäude
Im Erdgeschoss des dreigeschossigen Schulzentrums befinden sich die Klassenräume der Orientierungsstufe, die Computerräume, die naturwissenschaftlichen Bereiche, die Verwaltung sowie eine Cafeteria. In den beiden Obergeschossen befinden sich weitere Klassenräume. Daneben gibt es eine Sporthalle und ein Stadion.

## Friesischunterricht
Seit 1963 wird am Föhrer Gymnasium Nordfriesisch unterrichtet, zunächst in Form einer einstündigen Unterstufen-Arbeitsgemeinschaft (AG). Heute wird Nordfriesisch in der Orientierungsstufe als AG angeboten, in der Oberstufe gibt es einen dreistündigen Grundkurs. Die Eilun Feer Skuul ist die einzige weiterführende Schule, an der Friesisch unterrichtet wird. 2012 legten erstmals zwei Schülerinnen eine mündliche Abiturprüfung im Fach Friesisch ab.
2014 wurden Schüler der 12. und 13. Klasse für die Übersetzung des Hörspiels Das Schiff Esperanza ins Nordfriesische mit dem Christian-Feddersen-Preis ausgezeichnet.

## Arbeitsgemeinschaften
An der Eilun Feer Skuul gibt es eine Zirkus-AG, eine Kutter-AG, eine Hip-Hop-AG und eine Bio-AG (früher unter dem Namen Umwelt-AG bekannt).

## Fördervereine
Der Förderverein Freunde des Gymnasiums Insel Föhr e. V. wurde am 1. Juli 1988 gegründet. 2012 erfolgte der Zusammenschluss mit dem Förderverein der Regionalschule und damit verbunden die Umbenennung in Förderverein Eilun Feer Skuul e. V.
Weil es auf der Insel Amrum kein Gymnasium gibt und deshalb Amrumer Schüler, die das Abitur erwerben möchten, nach der 10. Klasse überwiegend das Gymnasium auf der Nachbarinsel Föhr besuchen, wurde 1992 der gemeinnützige Förderverein für betreutes Wohnen Amrumer Schüler/-innen auf Föhr e. V. gegründet. Dieser hat für die Amrumer Schüler ein Haus in Wyk angemietet, in dem die Schüler während des Schulbesuchs wohnen können. Das Haus verfügt über 18 Zimmer und Gemeinschaftsräume, eine Küche und eine Waschküche, sowie einen Garten. Im Nachbarhaus wohnt eine Betreuerin.